# 中华人民共和国海关总署

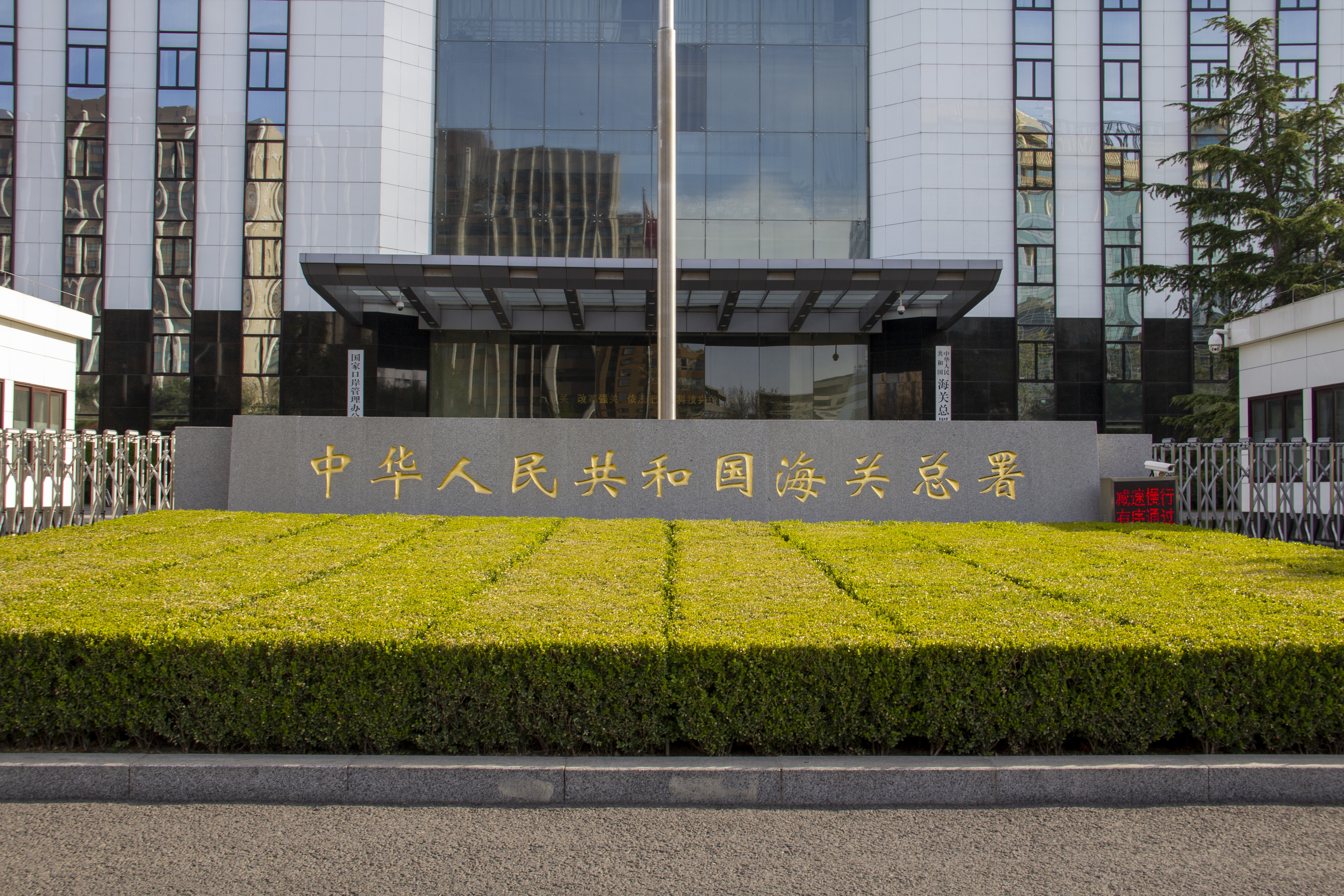
中华人民共和国海关总署

中华人民共和国海关总署（英語：General Administration of Customs of the People's Republic of China），简称海关总署，是中华人民共和国国务院主管海关事务的正部级直属机构。
海关总署主要负责进出境监管、征收关税和其他税费、查缉走私、编制海关统计，并承担口岸管理、保税监管、海关稽查、知识产权海关保护、国际海关合作等工作。海关总署垂直管理中华人民共和国海关。

## 沿革

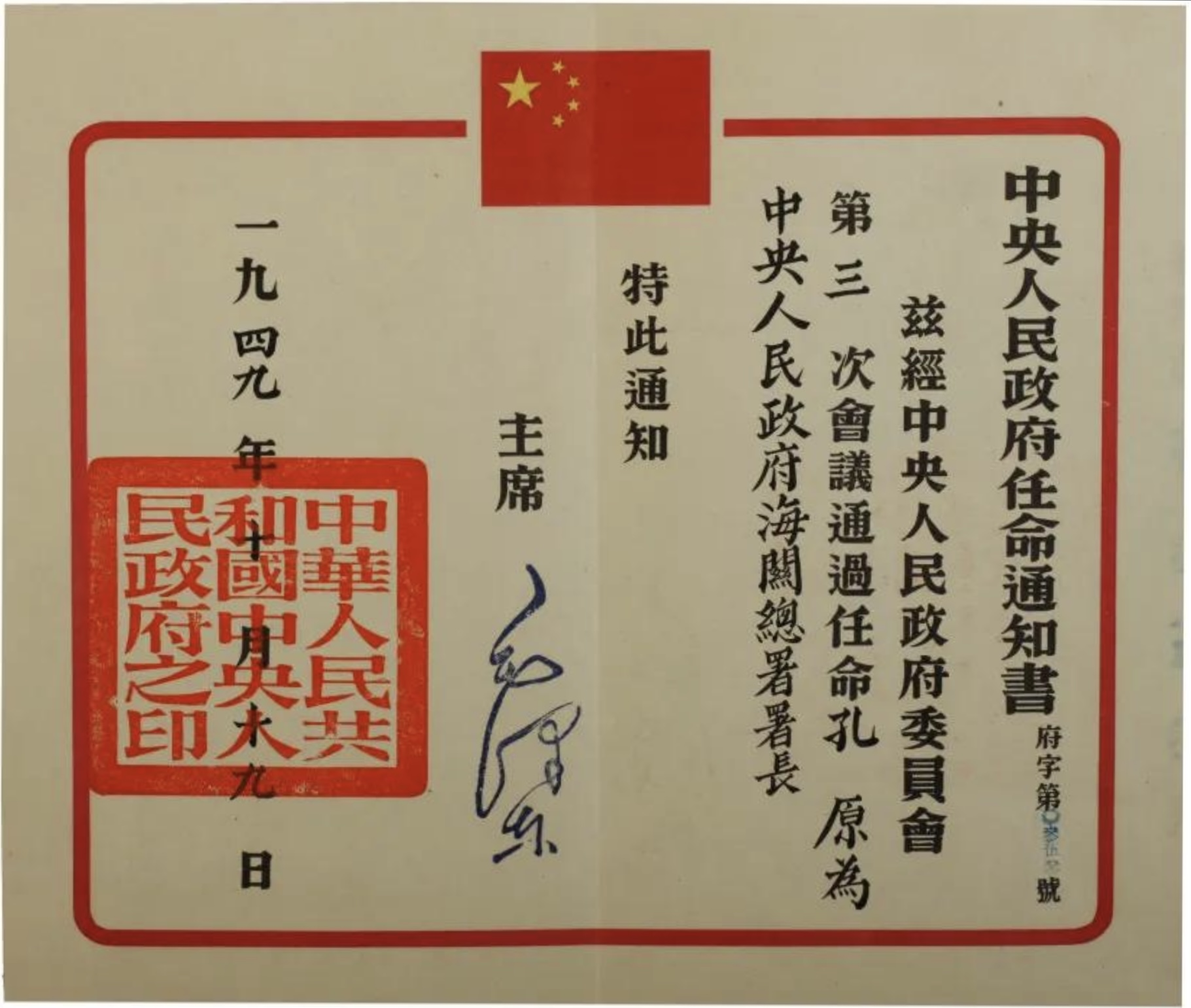
中央人民政府任命首任中央人民政府海關總署署長

1949年9月，政务院财政经济委员会成立，海关总署为其下设机构，主管全国海关事务。1949年10月25日，中央人民政府海关总署在北京成立，由中央人民政府政务院直接领导，实行集中统一的垂直领导体制。1950年12月，海关总署将原有的173处海关调整为70处（其中关26处、分关9处、支关35处）。1953年，划归中华人民共和国对外贸易部领导。
1961年，各地海关建制下放到省、自治区、直辖市，海关总署改为对外贸易部的一个局，称海关管理局。1967年7月，海关停止征收关税。1969年，海关被正式解除货运监管职责，1972年逐步恢复。
1980年，海关建制收归中央，设立海关总署，直属国务院。1998年4月，海关总署升为正部级。
2013年，原屬海关总署的海上緝私警察併入新成立的中國海警局。
2018年4月20日起，因应国家质量监督检验检疫总局撤销，原质检总局的出入境检验检疫管理职责和队伍划入海关管理。
2018年10月，海关总署党组升格组建为党委。
2018年12月，中办、国办印发《行业公安机关管理体制调整工作方案》，按照“警是警、政是政、企是企”的要求，将海关缉私公安、民航公安由双重领导、以行业部门为主调整为双重领导、以公安部为主。2019年，根据《公安部职能配置、内设机构和人员编制规定》，海关总署缉私局调整为公安部与海关总署双重领导，以公安部为主，同时列入海关总署、公安部内设机构序列。序列号由公安部二十四局调整为十四局。
2020年8月31日，根据国家发展改革委《关于全面推开行业协会商会与行政机关脱钩改革的实施意见》（发改体改〔2019〕1063号），原由海关总署主管的中国口岸协会、中国报关协会、中国保税区出口加工区协会等3家行业协会（商会）与海关总署分离，依法直接登记、独立运行，剥离行政职能，不再设置业务主管单位。取消对其的直接财政拨款，通过政府购买服务等方式支持其发展。

## 职责
根据《海关总署职能配置、内设机构和人员编制规定》，海关总署承担下列职能：
1. 负责全国海关工作。拟订海关（含出入境检验检疫，下同）工作政策，起草相关法律法规草案，制定海关规划、部门规章、相关技术规范。
2. 负责组织推动口岸“大通关”建设。会同有关部门制定口岸管理规章制度，组织拟订口岸发展规划并协调实施，牵头拟订口岸安全联合防控工作制度，协调开展口岸相关情报收集、风险分析研判和处置工作。协调口岸通关中各部门的工作关系，指导和协调地方政府口岸工作。
3. 负责海关监管工作。制定进出境运输工具、货物和物品的监管制度并组织实施。按规定承担技术性贸易措施相关工作。依法执行进出口贸易管理政策，负责知识产权海关保护工作，负责海关标志标识管理。组织实施海关管理环节的反恐、维稳、防扩散、出口管制等工作。制定加工贸易等保税业务的海关监管制度并组织实施，牵头审核海关特殊监管区域的设立和调整。
4. 负责进出口关税及其他税费征收管理。拟订征管制度，制定进出口商品分类目录并组织实施和解释。牵头开展多双边原产地规则对外谈判，拟订进出口商品原产地规则并依法负责签证管理等组织实施工作。依法执行反倾销和反补贴措施、保障措施及其他关税措施。
5. 负责出入境卫生检疫、出入境动植物及其产品检验检疫。收集分析境外疫情，组织实施口岸处置措施，承担口岸突发公共卫生等应急事件的相关工作。
6. 负责进出口商品法定检验。监督管理进出口商品鉴定、验证、质量安全等。负责进口食品、化妆品检验检疫和监督管理，依据多双边协议实施出口食品相关工作。
7. 负责海关风险管理。组织海关贸易调查、市场调查和风险监测，建立风险评估指标体系、风险监测预警和跟踪制度、风险管理防控机制。实施海关信用管理，负责海关稽查。
8. 负责国家进出口货物贸易等海关统计。发布海关统计信息和海关统计数据，组织开展动态监测、评估，建立服务进出口企业的信息公共服务平台。
9. 负责全国打击走私综合治理工作。依法查处走私、违规案件，负责所管辖走私犯罪案件的侦查、拘留、执行逮捕、预审工作，组织实施海关缉私工作。
10. 负责制定并组织实施海关科技发展规划、实验室建设和技术保障规划。组织相关科研和技术引进工作。
11. 负责海关领域国际合作与交流。代表国家参加有关国际组织，签署并执行有关国际合作协定、协议和议定书。
12. 垂直管理全国海关。
13. 完成党中央、国务院交办的其他任务。

根据《关税法》，海关总署无权对关税税率、分类等税则进行修改，而是，由国务院及其关税税则委员会报全国人大常委会决定或备案后方可实施。

## 机构设置
根据《海关总署职能配置、内设机构和人员编制规定》，海关总署设置下列机构：

### 内设机构
- 办公厅（国家口岸管理办公室）
- 政策法规司
- 综合业务司
- 自贸区和特殊区域发展司
- 风险管理司
- 关税征管司
- 卫生检疫司
- 动植物检疫司
- 进出口食品安全局
- 商品检验司
- 口岸监管司
- 统计分析司
- 企业管理和稽查司
- 缉私局（全国打击走私综合治理办公室）（公安部十四局）
- 国际合作司（港澳台办公室）
- 财务司
- 科技发展司
- 督察内审司
- 人事教育司
- 政治部（副部级）
- 机关党委（思想政治工作办公室、党委巡视工作领导小组办公室）
- 离退休干部局

### 直属机构
- 海关总署广东分署
- 海关总署驻天津特派员办事处
- 海关总署驻上海特派员办事处
- 北京海关
- 天津海关
- 石家庄海关
- 太原海关
- 呼和浩特海关
- 满洲里海关
- 大连海关
- 沈阳海关
- 长春海关
- 哈尔滨海关
- 上海海关
- 南京海关
- 杭州海关
- 宁波海关
- 合肥海关
- 福州海关
- 厦门海关
- 南昌海关
- 青岛海关
- 济南海关
- 武汉海关
- 郑州海关
- 长沙海关
- 广州海关
- 深圳海关
- 拱北海关
- 汕头海关
- 黄埔海关
- 江门海关
- 湛江海关
- 南宁海关
- 海口海关
- 重庆海关
- 成都海关
- 贵阳海关
- 昆明海关
- 拉萨海关
- 西安海关
- 兰州海关
- 西宁海关
- 银川海关
- 乌鲁木齐海关

### 派出机构
- 中华人民共和国驻欧洲联盟使团海关处
- 中央人民政府驻香港特别行政区联络办公室警务联络部海关联络处

### 直属事业单位
- 海关总署机关服务中心
- 全国海关教育培训中心
- 全国海关信息中心（全国海关电子通关中心）
- 海关总署物资装备采购中心
- 中国电子口岸数据中心
- 海关总署研究中心
- 中国海关博物馆
- 海关总署国际检验检疫标准与技术法规研究中心
- 中国海关传媒中心
- 中国海关科学技术研究中心
- 上海海关学院
- 中国海关管理干部学院

### 直属企业单位
- 中国海关出版社有限公司

### 主管社会团体
- 中国海关学会
- 中国进出境生物安全研究会

## 历任领导
| 中央人民政府海关总署署长 - 孔 原（1949年10月19日－1953年1月14日） 中华人民共和国海关总署署长 - 王潤生（1980年5月－1984年11月5日） - 戴 杰（1984年11月5日－1993年1月29日） - 钱冠林（1993年1月29日－2001年4月26日） - 牟新生 海关总监（2001年4月26日－2008年3月13日） - 盛光祖 海关总监（2008年3月13日－2011年2月25日） - 于广洲 海关总监（2011年4月5日－2018年3月22日） - 倪岳峰 海关总监（2018年3月22日－2022年5月18日） - 俞建华 海关总监（2022年5月18日－2024年12月10日，任内逝世） - 孙梅君 海关总监（2025年2月10日－） | 中华人民共和国海关总署副署长 ...... - 王令浚（2017年5月－） - 吴海平（2023年12月－） - 赵增连（2024年1月－） - 王军（2025年5月－） 中央纪委国家监委驻海关总署纪检监察组组长 ...... - 王林（2021年12月－） 中华人民共和国海关总署政治部主任 ...... - 吕伟红（2023年12月－） 中华人民共和国海关总署其他党委委员 ...... - 李魁文（2023年－2025年7月，兼广东分署主任、党委书记） - 张宝峰（2024年9月－，兼办公厅（国家口岸管理办公室）主任） - 张格萍（2025年7月－） |